# Yelabuzhsky (distrito)
Yelabuzhsky (em russo:  Ела́бужский райо́н; em tártaro:  Алабуга районы) é um distrito do Tartaristão, uma das repúblicas da Rússia. A sede do distrito fica na cidade de Yelabuga que não pertence ao distrito e se encontra sob jurisdição direta da República do Tartaristão.